# 阿波斯托羅斯·吉安努
阿波斯托羅斯·吉安努（英語：Apostolos Giannou；1990年1月25日—）是希臘裔澳大利亞人足球運動員，在場上的位置是前鋒，現在效力於塞浦路斯聯賽球隊AEK拉纳卡。他代表過希臘國家足球隊和澳大利亞國家足球隊兩支球隊參加過國際賽事。他出生在希臘，但成長在墨爾本。

## 外部連結
- 阿波斯托羅斯·吉安努在 National-Football-Teams.com 上的出场纪录
- Soccerway資料庫：阿波斯托羅斯·吉安努
- 阿波斯托羅斯·吉安努－UEFA國際賽競賽紀錄
- （页面存档备份，存于）